# Hoplosternum littorale
Hoplosternum littorale là một loài cá da trơn (bộ Siluriformes) thuộc về phân họ Callichthyinae của họ Callichthyidae. Nó được gọi là tamuatá ở Brazil, atipa tại Guyane thuộc Pháp, hassar tại Guyana, kwi kwi (hoặc kwie kwie ) tại Suriname, cascadu(ra) tại Trinidad và Tobago, và busco hoặc currito tại Venezuela.

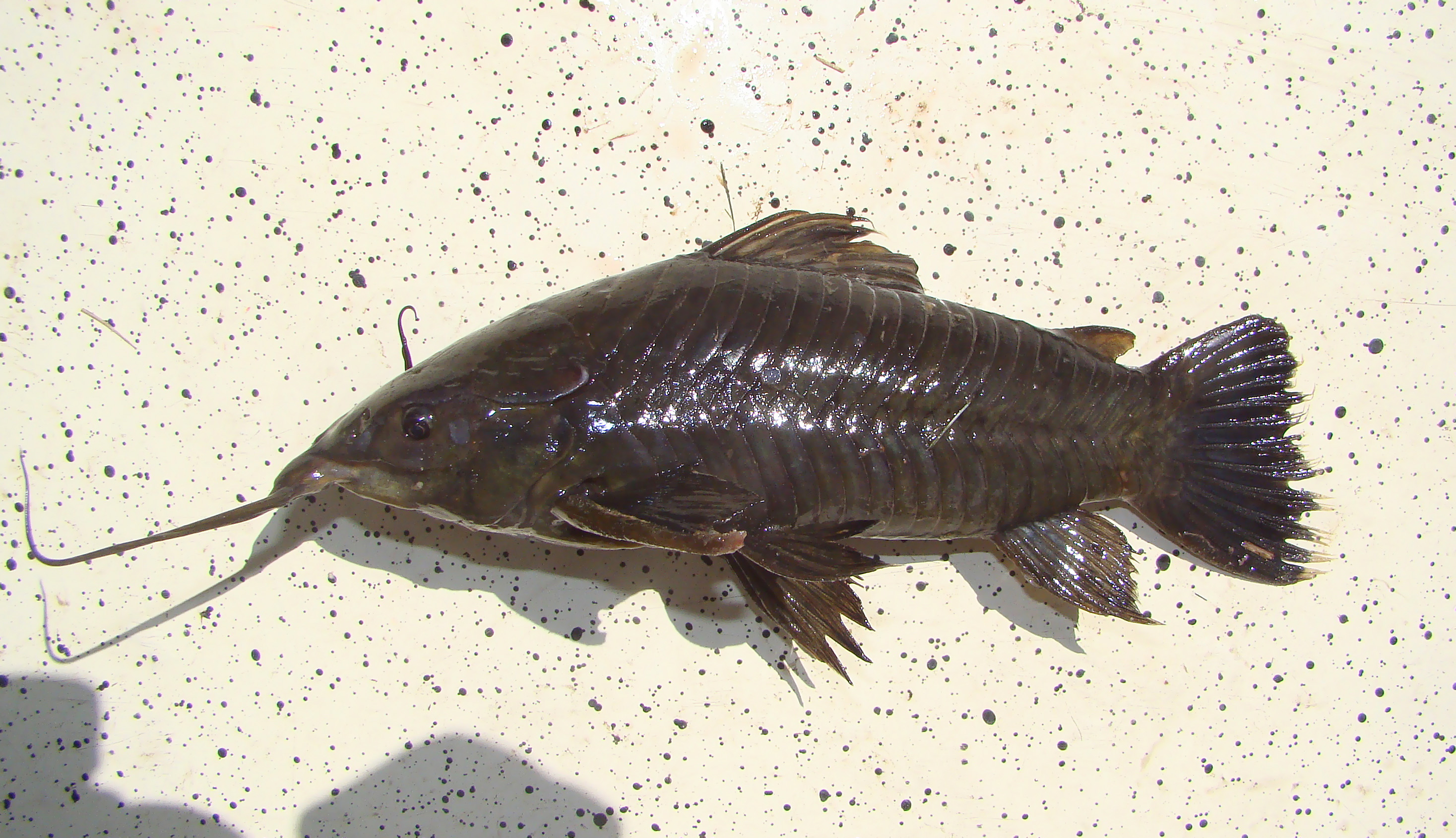
Hoplosternum littorale

## Mô tả
H. littorale phủ vảy giáp và lưng-bụng được nén chặt lại. Loài cá này phát triển đến chiều dài 24.0 cm (9.4 in) TL.
Cá trống phát triển chiều dài trung bình cũng như chiều dài tối đa lớn hơn cá mái, và vào mùa sinh sản, tạo ra những túi mỡ vây ngực và một vây ngực thuôn dài uốn ngược thường có màu hơi đỏ. Con trống chỉ có các vây uốn ngược này vào mùa sinh sản.

## Phân bố
H. littorale có phạm vi phân bố rộng nhất trong họ Callichthyidae. Nó hiện diện khắp Nam Mỹ, phía đông của dãy Andes và miền bắc Buenos Aires, gồm cả Orinoco, Trinidad, những sông ven biển Guiana, sông Amazon, sông Paraguay, hạ lưu sông Paraná, và miền nam Brazil. Nó có mặt từ Venezuela và Guyanas tới Argentina.
Loài này cũng đã được du nhận tới phá Indian River của Florida.

## Sinh thái học
Khi không sinh sản, các hành vi của H. littorale kiếm ăn và di chuyển chủ yếu diễn ra về đêm. Tuổi thọ tối đa được biết đến là 4 năm. Chế độ ăn của H. littorale gồm chủ yếu động vật không xương sống và mảnh vụn tại đáy nước.
H. littorale cư ngụ tại vùng nước tĩnh hoặc đầm lầy.